# 野球ジンバブエ代表
野球ジンバブエ代表（やきゅうジンバブエだいひょう）は、ジンバブエにおける野球のナショナルチームである。国際野球連盟(IBAF)による2010年の世界ランキングでは、3.75ポイントでフィジー代表・アフガニスタン代表と並ぶ55位だった。これはアフリカ大陸内では4位の成績である。

## 歴史
1986年にジンバブエ野球・ソフトボール協会が国際野球連盟に属するアフリカ野球・ソフトボール協会に加盟している。
1998年には、募金によってジンバブエ国内に初の野球場が作られている。
1999年に南アフリカ共和国・ヨハネスブルグで行われたアフリカ競技大会に出場、3位に入賞している。
2003年にナイジェリア・アブジャで行われたアフリカ競技大会に出場、3位入賞を果たし銅メダルを獲得した。元青年海外協力隊隊員で、現地で会社経営を行っている村井洋介が監督を務めた。
2007年の北京オリンピック野球アフリカ予選では、4位であった。
2019年、岡山県浅口市のおかやま山陽高等学校野球部監督の堤尚彦が監督に就任。おかやま山陽の監督と兼任している

## 主な代表選手
- シェパード・シバンダ(Shepherd Sibanda)：内野手。元福井ミラクルエレファンツ
- エマニュエル・アカフナ(Emmanuel Akafuna)：内野手
- クリフ・ムサンバ(Cliff Musamba)：外野手。1999年のアフリカ競技大会における主将
- ミルトン・マカンディオナ(Milton Makandiona)：投手。アンダースロー
- スチュワート・マピカ(Stuart Mapika)：投手
- ネルソン・チャグウィザ(Nelson Chagwiza)：投手・内野手
- ウィルソン・シトレ(Wilson Sithole):投手